# Ретороманские языки
Ре́торома́нские языки — условное название группы архаичных романских языков, расположенных на периферии галло-итальянского языкового ареала.
Продолжаются споры о том, являются ли ретороманские языки ареальным объединением или же генетической группой (Questione Ladina).

## Состав
- фриульский — итальянская область Фриули — к северу от Венеции до австрийской границы и на восток до словенской границы;
- ладинский — на севере Италии — область Альто-Адидже и к востоку от Доломитовых Альп;
- романшский (или руманшский[1][2], швейцарский ретороманский) — распространён в долине Рейна в кантоне Граубюнден (Graubünden, Grisons) на юго-востоке Швейцарии и, частично, в Северной Италии;
  - энгадинский диалект (Engadine) — в Швейцарии, в долине р. Инн.

## Этимология
Слово «ретороманские» образовано от названия доиндоевропейских племён ретов (и позднее римской провинции Реция).